# Култура Маурицијуса
Маурицијус је мултикултурална земља. Земља, у бити, има свој властити језик (маурицијски креолски), и има књижевност на том језику, има своју музику и плес (музика Маурицијуса), своју кухињу. 

## Књижевност Маурицијуса
Док сви на Маурицијусу говоре креолски, велики део књижевности је написан на француском језику, а један део и на енглеском. Значајни писци су Малком де Шазал, Ананда Деви и Едуард Моник. 